# محمود السيد (فقيه)
محمود بن محمد السيد الحسني الدومي الدمشقي (1303 هـ - 1369 هـ)، عالم صوفي ومفتي الحنابلة في الشام، ومدير أوقاف قضاء دوما، وخطيب مسجد الريس في دوما.

## سيرته
ولد في دوما سنة 1303 هـ ونشأ بها وكان والده شيخ مكتب (كتاب) فيها. قرأ الفقه الحنبلي وأتقنه والفرائض عن مصطفى الشطي مفتي الحنابلة في دوما، وهو الذي ربطه بـ بدر الدين الحسني فلازمه ولقي منه عناية خاصة كما أخذ عن حسين الشاش مفتي يبرود وقرأ القرآن الكريم على يد حسنين المصري بقراءة حفص وحفظ أكثره.
أخذ الطريقة الشاذلية القادرية على يد محمد بن يلس، وأجازه في الطريق. ولما توفي الأخير اجتمع مريدوه وبايعوا بعده محمد الهاشمي فكان شيخه بعد شيخه.
حج عدة مرات، كان أخرها الحجة التي اجتمع فيها علماء دمشق وكان منهم محمد الهاشمي وأبو الخير الميداني ومحمد صالح الفرفور.
تولى الخطابة والإمامة في جامع الريس في دوما وكان يقيم الدروس في الجامع الكبير ويقرأ في الفقه الحنبلي «منار السبيل»، و«نيل المآرب» وغيرها من كتب الحنابلة.
أشتهر من تلاميذه ولداه هاشم وعبد الله. ومن تلامذته أيضاً عبده عبد المجيد، وأحمد الشامي، وحمدي الطباخ، ومحمد مفيد الساعاتي وغيرهم . قد أنشئ في دوما نهضة علمية على طريقة علي الدقر وكان يعتبر صاحب أول نهضة علمية دينية في مدينة دوما.
كان ناظر أوقاف دوما تولاها حسبة دون أجر وكان يبذل لها من نفسه وماله لحفظها وكثيرا ما كان يسقي أراضي الوقف بنفسه دون عامل يعينه.
ولما قدم دمشق عبد الحي الكتاني سنة 1355 هـ
دعاه إلى دوما وأقام له حفلة حضرها كثير من علماء دمشق منهم عبد الجليل الدرة، ومحمد المكي الكتاني.
وكان عالم محبوب يقدره العلماء مجبول على محبة الصالحين والأولياء حسن الأخلاق متواضع كريم الضيافة وكان منزله مقصد العلماء يزورونه في كل مناسبة من دمشق وخارجها.
عمر غرفة بدار الحديث على نفقته لطلبة العلم الذين كانوا يقصدونها من دوما لحضور حلقات بدر الدين وكان أحد المحرضين على الثورة السورية ومن زعمائها في دوما.
توفي بداره في المهاجرين سنة 1369 هـ وكان يردد يوم وفات «يا سلام سلم أنعمت فتمم». قال تلميذه أحمد الشامي مفتي دوما: "هذا دليل على علو منزلته". نقل جثمانه إلى دوما فدفن فيها.